# Unterägeri
Unterägeri (toponimo tedesco) è un comune svizzero di 8 576 abitanti del Canton Zugo.

## Geografia fisica
Unterägeri è affacciato sul lago di Ägeri.

## Monumenti e luoghi d'interesse
- Chiesa cattolica di Santa Maria, eretta nel 1717-1725[1].

## Società

### Evoluzione demografica
L'evoluzione demografica è riportata nella seguente tabella:
Abitanti censiti

## Amministrazione
Ogni famiglia originaria del luogo fa parte del cosiddetto comune patriziale e ha la responsabilità della manutenzione di ogni bene ricadente all'interno dei confini del comune.